# /dev/null
V unixových operačních systémech je soubor /dev/null speciální zařízení, které zahazuje všechna data do něj zapsaná (ale odpoví, že zápis proběhl úspěšně), a nevrátí žádná data procesům, které z něj čtou (vrátí EOF). V žargonu unixových programátorů je někdy nazýván jako černá díra.
Zařízení /dev/null se obvykle používá k odstranění nežádoucích výstupů procesu nebo jako vhodný prázdný soubor pro vstup.
Toto zařízení je také častou inspirací k žargonovým výrazům a metaforám, které používají unixoví programátoři, například „prosím pošlete stížnosti na adresu /dev/null“ nebo „můj mail je archivován v /dev/null“ namísto málo vtipných frází „neposílejte žádné stížnosti,“ „můj mail byl smazán.“ Výraz „jdi do /dev/null“ je vlastně pouze přetvořené a humornější „jdi do háje.“
Nulové zařízení je často oblíbeným předmětem technických vtipů, jako například varování uživatele, že systémový /dev/null je již na 98 % zaplněn. 1. dubna 1995 si německý časopis c't vystřelil z čtenářů reportáží o vylepšeném /dev/null čipu, který se měl efektivněji zbavit příchozích dat jejich přeměnou na blikání interní LED diody.
/dev/null je speciální soubor, nikoli adresář. Proto se do něj nemohou přesouvat soubory pomocí známého příkazu mv za účelem jejich vymazání. K tomu je určen příkaz rm.
Zařízení s podobnou funkcí v CP/M (a později DOS a Windows) se nazývá NUL:, a v některých verzích DOSu pouze NUL (například můžete skrýt výstup jeho přesměrováním do NUL; konstrukce PAUSE > NUL počká, až uživatel stiskne nějakou klávesu, aniž by něco psalo na výstup). V operačním systému Amiga je toto zařízení nazvané NIL:. Ve Windows NT a jeho nástupcích je jméno zařízení \Device\Null a DOSovský NUL je pouze symbolický odkaz na něj. Podobně v OpenVMS je toto zařízení nazvané NL:.